# Kladruby u Stříbra
Kladruby (deutsch Kladrau) ist eine Stadt im Okres Tachov in Tschechien.

## Geographische Lage
Die Stadt liegt in Westböhmen, etwa fünf Kilometer südlich der Stadt Stříbro (Mies) an der Úhlavka (Aulawa), unmittelbar an der Autobahn 5 / Europastraße 50.

## Geschichte

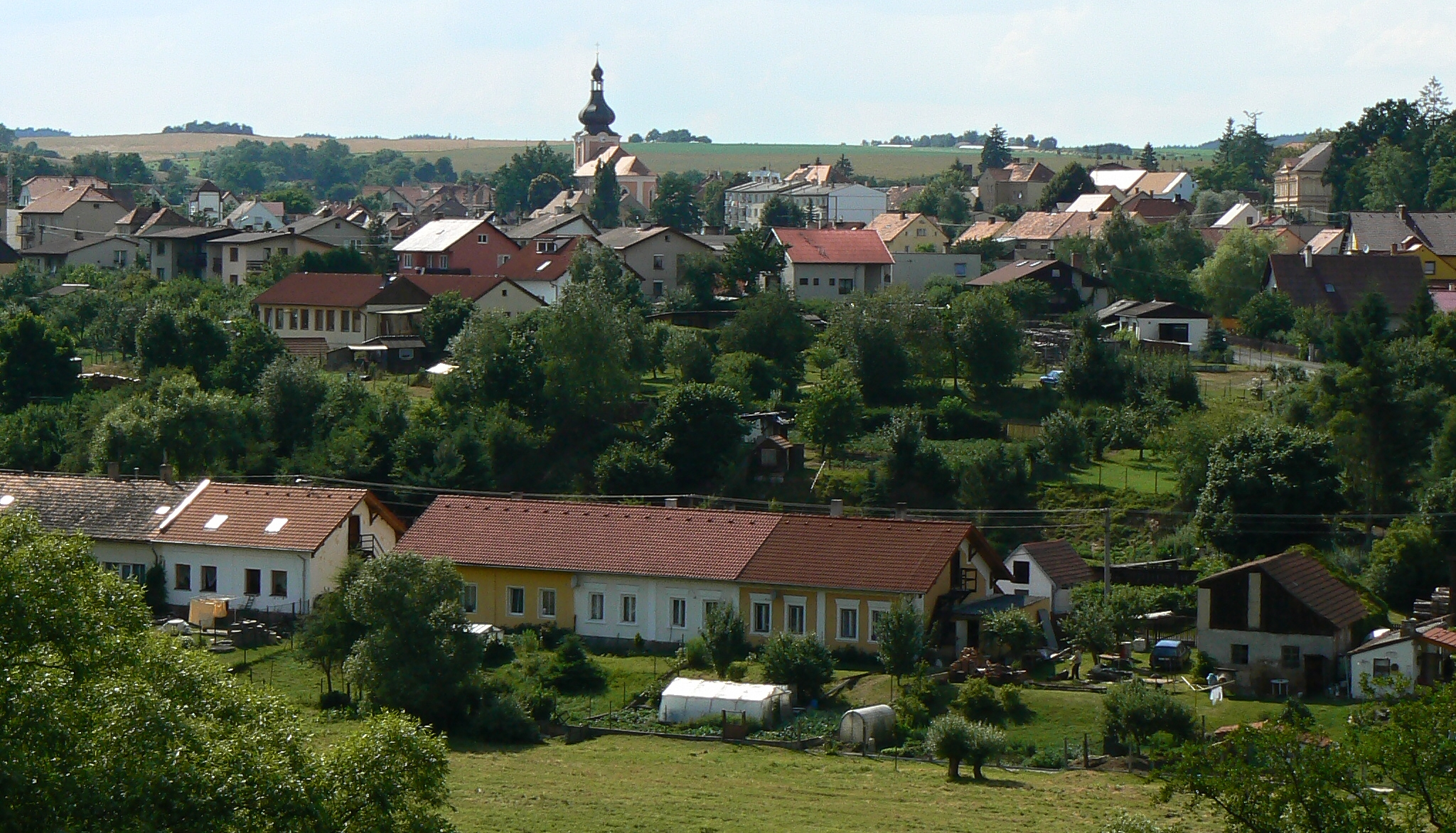
Stadtpanorama

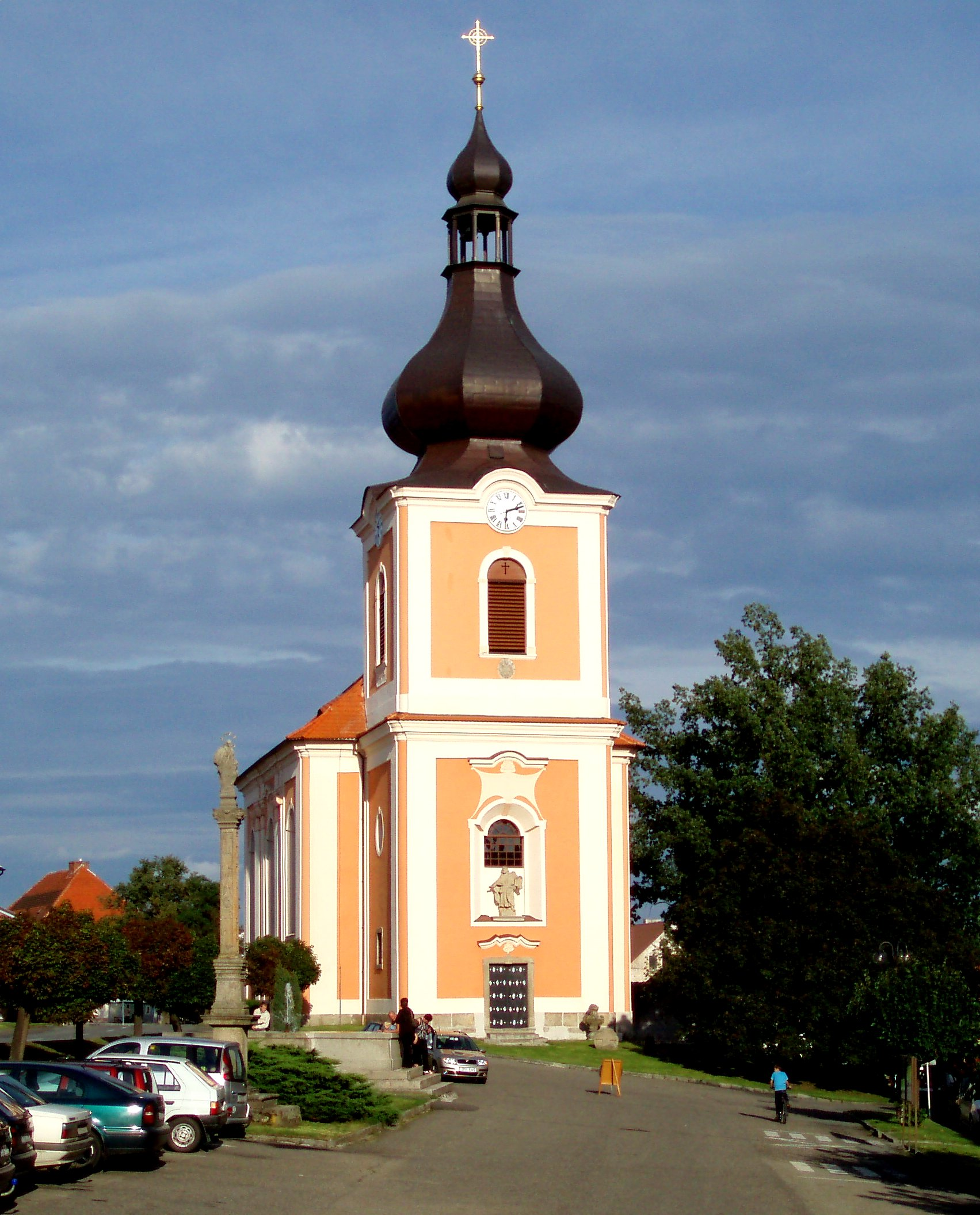
Jakobskirche

Der Ort wurde erstmals im Zusammenhang mit der Klostergründung in Kladrau durch Herzog Vladislav I. im Jahre 1115 erwähnt. Bereits 1212 wurde Kladrau als Stadt genannt, im Jahr 1233 wurde die Klosterkirche in Anwesenheit von König Wenzel I. geweiht. 1334 verliehen die Benediktiner des Klosters den Hof Wossy in Erbpacht an einen Kladrauer Bürger. Eine Pfarrkirche in Alt-Kladrau wurde 1344 das erste Mal genannt. 1441 gab Abt Bussek von Vrtba den Untertanen der Grundherrschaft des Klosters als Folge der Angriffe der Hussiten unter dem Feldherrn Andreas Prokop einen Freiheitsbrief, durch den die erbuntertänige Bevölkerung Erleichterungen in ihren Abgaben und Frondiensten erhielt. 1566 wurde ein Hospital zum ersten Male in einer Urkunde erwähnt.
1616 verlieh Kaiser Matthias den Bürgern in Kladrau das Recht der Siegelung mit rotem Wachs, und erweiterte das Stadtwappen, wie es noch heute geführt wird. 1618 rebellierten die Bürger und Untertanen der Grundherrschaft gegen die römisch-katholische Klosterobrigkeit. 1771 wurden die Häuser mit fortlaufenden Hausnummern versehen. 1787 wurde ein Administrator des Religionsfonds nach der Aufhebung des Klosters im Josephinismus zur Verwaltung des Grossgrundbesitzes eingesetzt. Im Jahr 1790 hatte die Stadt, an der alten Goldenen Straße von Nürnberg nach Pilsen gelegen, bis zu dem Revolutionsjahr 1848 einen eigenen Magistrat. 1793 wurde die Abhaltung von Vieh- und Wochenmärkten gestattet. Durch einen Großbrand 1843 fielen zwei Drittel der Häuser und Handwerksbetriebe den Flammen zum Opfer. Die Stadtkirche wurde schwer beschädigt. Mit einem neuen Grundriss wurde die Stadt wieder aufgebaut.
Nach der Errichtung einer Pfarrei im Jahre 1875 waren zur Stadtkirche Kladrau die Orte Benischmühle, Brod, Laas, Mühlhöfen, Tinchauermühle und Wrbitz eingepfarrt. 1888 wurde das Postamt an das allgemeine Telegraphennetz angeschlossen. Die im Jahre 1895 errichtete Bürgerschule wurde mit der bereits bestehenden Volksschule unter einer Leitung vereinigt. 1911 gab es eine amtliche Bewilligung zehn Montagsmärkte im Jahr abzuhalten.
Nach dem Ersten Weltkrieg wurde Kladrau 1919 der neu geschaffenen Tschechoslowakei zugeschlagen.
1923 erhielt die Stadt durch den Westböhmischen Elektrizitätsverband einen elektrischen Stromanschluss.
Aufgrund des  Münchner Abkommens gehörte Kladrau von 1938 bis 1945  zum Landkreis Mies, Regierungsbezirk Eger, im Reichsgau Sudetenland des Deutschen Reichs. Im Jahre 1945 wurden die deutschsprachigen Einwohner von Kladruby vertrieben. Im Jahr 1960 nach einem starken Bevölkerungsschwund und wirtschaftlichen Niedergang verlor Kladruby das Stadtrecht. Kladruby ist seit dem 12. April 2007 wieder eine Stadt.

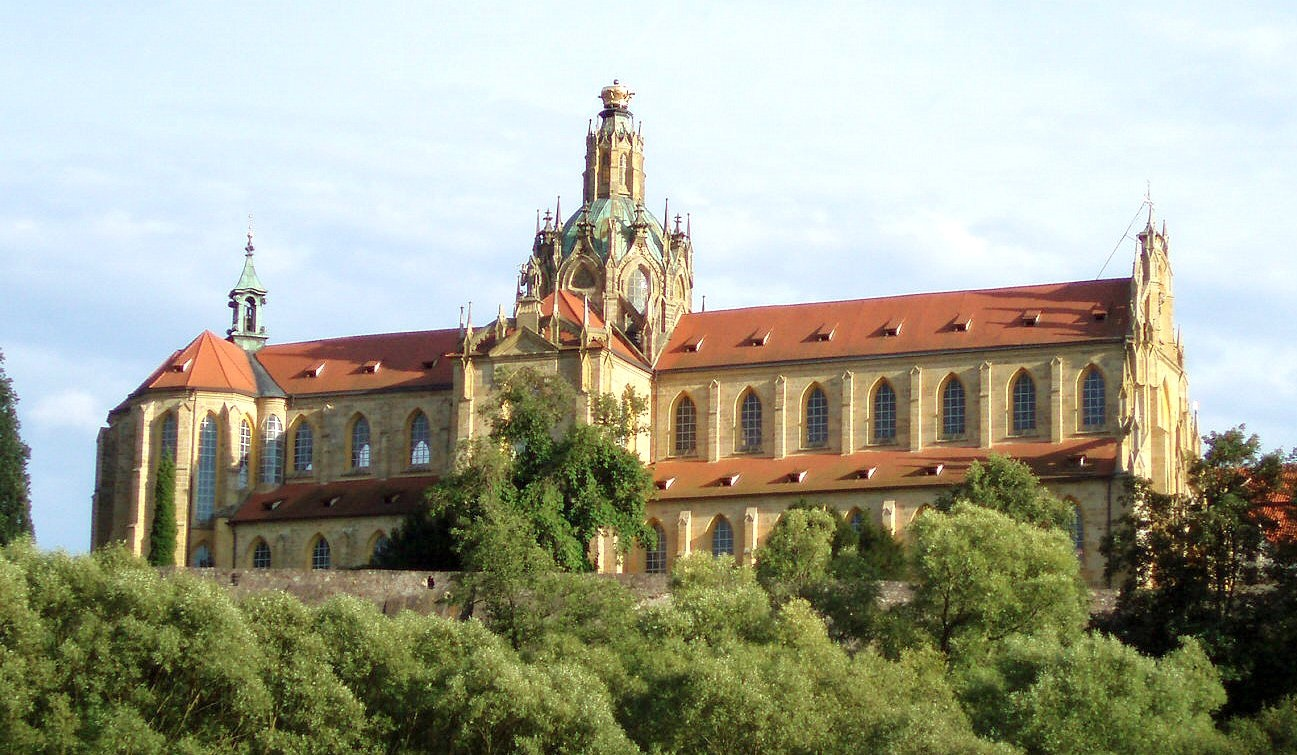
Kloster Kladrau

## Kultur und Sehenswürdigkeiten

### Kloster
Für die Entwicklung der Stadt ist das Kloster Kladruby, welches als Kloster des Ordens der Benediktiner im Jahre 1115 von Herzog Vladislav I. gestiftet wurde, von großer Bedeutung. Die Klosterkirche ist heute ein nationales Kulturerbe. Das Gotteshaus entstand als romanische Basilika während des 12. Jahrhunderts und erhielt das heutige Aussehen im Stil der Barockgotik in den Jahren 1712 bis 1726 durch den aus einer italienischen Familie stammenden Architekten Johann Blasius Santini-Aichl.
Nach der Auflösung des Klosters im Zuge der Josephinischen Kirchenreform zu Gunsten des Religionsfonds kaufte Fürst Alfred I. zu Windisch-Graetz 1825 das Kloster und die dazugehörige Grundherrschaft erbuntertäniger Ortschaften für 275.500 Goldstücke, wobei ein Teil des Kaufpreises wegen seiner Verdienste um die Monarchie Österreich-Ungarn nicht bezahlt werden musste. Er förderte die Entwicklung der Landwirtschaft und die Handelsbeziehungen der Stadt Kladrau. Im Jahre 1864 wurde  im ehemaligen klösterlichen Konvent eine Brauerei errichtet. Im Jahr 1919, als die Fürsten Windisch-Grätz im Zuge einer Bodenreform der Tschechoslowakei den Hauptsitz der Familie in Tachov verlor, zog Ludwig Aladar von Windisch-Grätz nach Kladruby und errichtete dort bis zur Enteignung des Besitzes auf Grund der Beneš-Dekrete im Jahr 1945 eine Bibliothek und ein Familienarchiv.

### Demographie
Bis 1945 war Kladrau überwiegend von Deutschböhmen besiedelt, die 1945/46 vertrieben wurden.
| Jahr | Einwohner | Anmerkungen                      |
| ---- | --------- | -------------------------------- |
| 1785 | 0 k. A.   | 178 Häuser samt Vorort Höllmühle |
| 1788 | ca. 10000 |                                  |
| 1804 | 1000      | in 180 Häusern                   |
| 1830 | 1121      | in 178 Häusern                   |
| 1837 | 1119      | in 178 Häusern                   |
| 1848 | 1434      |                                  |
| 1900 | 1366      | deutsche Einwohner               |
| 1910 | 1331      |                                  |
| 1921 | 1385      | davon 1322 deutsche Einwohner    |
| 1930 | 1238      | [ 10 ]                           |
| 1939 | 1192      | [ 10 ]                           |

| Jahr      | 1960 | 2006 | 2017 |
| Einwohner | 0900 | 1500 | 1584 |

## Gemeindegliederung
Die Stadt Kladruby besteht aus den Ortsteilen und Katastralbezirken:
- Brod u Stříbra (Brod) mit Výrov (Wierau, 1. Teil), 81 Einwohner (1999)
- Kladruby (Kladrau), 1108 Einwohner (1999)
- Láz (Laas), 57 Einwohner (1999)
- Milevo (Mühlhöfen), 62 Einwohner (1999)
- Pozorka (Gibacht) mit Žďár (Zdiar)
- Tuněchody (Tinchau) mit Tuněchodský Mlýn (Tinchauer Mühle), 33 Einwohner (1999)
- Vrbice u Stříbra (Wrbitz b. Kladrau), 35 Einwohner (1999).

## Stadtwappen
Auf blauem Hintergrund eine silberne (weiße) Stadtmauer mit offenem Spitzbogentor, in dem auf grüner Grasfläche ein aufrechter Mönch in brauner Kutte mit erhobenen Händen betet. Auf einem roten Polster vor ihm liegt ein Hut. In der Mitte der Mauer ein aufrecht stehendes Kreuz mit dem am Kreuz hängenden Jesus Christus, links der heilige Johannes, rechts die heilige Maria. Über dem Tor ein grüner Herzschild mit einem goldenen „M“, das für Kaiser Mathias steht und darüber eine goldene Krone, die von zwei schwebenden Engeln gehalten wird. Die Stadtfarben sind blau-weiß-rot.

## Persönlichkeiten
- Anton Ebert (1845–1896), österreichischer Porträt- und Landschaftsmaler
- Maria Voderholzer (1927–2015), Lehrerin und Schriftstellerin